# Saint-Pierre-du-Chemin
Saint-Pierre-du-Chemin è un comune francese di 1 397 abitanti situato nel dipartimento della Vandea nella regione dei Paesi della Loira.

## Società

### Evoluzione demografica
Abitanti censiti